# Halmia BS
Halmia BS är en bowlingklubb i Halmstad bildad den 23 april 1954 av Sune Jacobsson och Egon Yden tillsammans med John Phil och är med det länets äldsta bowlingklubb. Klubben bildades av en del spelare som var för gamla för att hålla på med fotboll och när de fick reda på att det skulle byggas en sporthall med en bowlinghall beslutade de att sammankalla till ett möte.
Första året hade klubben 90 medlemmar, vilket dock har blivit mindre med åren.
Premiäråret bestod bara av träning och Halmia spelade inte sin första match den 2 december 1955 mot IFK Helsingborg, vilken Halmia också förlorade.
1958 bildade Halland en serie med Göteborg och Halmia fick spela i Division 2, där man som första Halmstadlag tog poäng i Götet och då mot serieledarna Göteborgs KK. Det dröjde hela 19 år innan Halmia lyckades ta sig upp från Division 2 för att spela i Division 1, där de spelade i två säsonger för att sedan avancera till Allsvenskan, där laget spelade i sex säsonger. 2014 spelar laget i division 1 Västra Götaland.